# Kermoroc’h
Kermoroc’h település Franciaországban, Côtes-d’Armor megyében. Lakosainak száma 429 fő (2022. január 1.). Kermoroc’h Landebaëron, Plouisy, Saint-Laurent, Squiffiec és Trégonneau községekkel határos.

## Népesség
A település népességének változása:
| Lakosok száma | 326  | 283  | 268  | 376  | 433  | 456  | 456  | 442  | 436  | 429  |
|               | 1968 | 1982 | 1990 | 2006 | 2013 | 2015 | 2017 | 2019 | 2020 | 2022 |